# Morti nel 1693
| Questa pagina contiene informazioni ricavate automaticamente dalle voci biografiche con l'ausilio del template Bio e di un bot. L'aggiornamento è periodico e automatico e ricostruisce completamente la pagina. Se manca una persona in questa lista, sei pregato di non aggiungerla, ma accertati piuttosto che la sua voce biografica contenga il template Bio e che i dati anagrafici siano correttamente compilati. Se il template Bio manca, inseriscilo tu stesso o, in alternativa, metti l'avviso {{tmp\|Bio}} che ne segnala la mancanza. Se i dati riportati sono sbagliati, correggi direttamente la voce biografica; le modifiche saranno visibili in questa lista entro pochi giorni. Per chiarimenti vedi il progetto biografie. La lista contiene solo le 89 persone che sono citate nell'enciclopedia e per le quali è stato implementato correttamente il template Bio. Pagina aggiornata al 27 gen 2025. |

## Gennaio(5)
- 6 gennaio - Marguerite Hessein de la Sablière,  francese (n. 1640)
- 6 gennaio - Mehmed IV, sultano ottomano (n. 1642)
- 7 gennaio - Marc'Antonio Tomati, vescovo cattolico italiano (n. 1583)
- 7 gennaio - Federico Visconti, cardinale e arcivescovo cattolico italiano (n. 1617)
- 8 gennaio - Jan Andrzej Morsztyn, poeta e scrittore polacco (n. 1621)

## Febbraio(5)
- 4 febbraio - Giovanni de Britto, gesuita e missionario portoghese (n. 1647)
- 7 febbraio - Paul Pellisson, scrittore e storico francese (n. 1624)
- 13 febbraio - Johann Kaspar Kerll, compositore e organista tedesco (n. 1627)
- 15 febbraio - Emilia d'Assia-Kassel, nobile tedesco (n. 1626)
- 24 febbraio - Filippo Alfieri Ossorio, vescovo cattolico italiano (n. 1634)

## Marzo(5)
- 6 marzo - Antonio Carafa, generale italiano (n. 1642)
- 8 marzo - Leopoldina Eleonora del Palatinato-Neuburg, nobile tedesca (n. 1679)
- 9 marzo - Carlo Cesare Malvasia, storico dell'arte italiano (n. 1616)
- 12 marzo - John Conant, religioso e teologo inglese (n. 1608)
- 13 marzo - Johannes Fabritius, pittore olandese (n. 1636)

## Aprile(7)
- 4 aprile - Giovanni Francesco Lazzarelli, abate, giurista e poeta italiano (n. 1621)
- 5 aprile - Filippo Guglielmo Augusto del Palatinato, nobile tedesco (n. 1668)
- 5 aprile - Anna Maria Luisa d'Orléans, nobile francese (n. 1627)
- 9 aprile - Roger de Bussy-Rabutin, scrittore francese (n. 1618)
- 20 aprile - Claudio Coello, pittore spagnolo (n. 1642)
- 24 aprile - Giovanni Battista Colomba, pittore, architetto e decoratore svizzero (n. 1638)
- 30 aprile - Michele Perrone, scultore italiano (n. 1633)

## Maggio(7)
- 2 maggio - Ernesto d'Assia-Rheinfels, nobile tedesco (n. 1623)
- 3 maggio - Claude de Rouvroy de Saint-Simon, duca (n. 1607)
- 8 maggio - Jan Verkolje, pittore olandese (n. 1650)
- 18 maggio - Iacopo Altoviti, patriarca cattolico italiano (n. 1604)
- 25 maggio - Madame de La Fayette, scrittrice e biografa francese (n. 1634)
- 26 maggio - Al-Hurr al-'Amili, teologo e giurista arabo (n. 1624)
- 27 maggio - John Spencer, presbitero e teologo inglese (n. 1630)

## Giugno(2)
- 24 giugno - Isaac Willaerts, pittore olandese
- 25 giugno - Anna di Horne, nobildonna belga (n. 1629)

## Luglio(7)
- 4 luglio - Ermanno Stroiffi, pittore e presbitero italiano (n. 1616)
- 8 luglio - François Duchesne, storico francese (n. 1616)
- 12 luglio - Johan Hadorph, funzionario svedese (n. 1630)
- 13 luglio - Cataldo Amodei, compositore italiano (n. 1649)
- 13 luglio - Hendrik Trajectinus, Conte di Solms, militare danese (n. 1636)
- 26 luglio - Ulrica Eleonora di Danimarca, regina (n. 1656)
- 31 luglio - Willem Kalf, pittore olandese (n. 1619)

## Agosto(6)
- 7 agosto - Giovanni Giorgio II di Anhalt-Dessau, principe tedesco (n. 1627)
- 21 agosto - Patrick Sarsfield, I conte di Lucan, militare irlandese
- 26 agosto - Agostino Coltellini, letterato italiano (n. 1613)
- 28 agosto - Johann Christoph Bach, musicista tedesco (n. 1645)
- 29 agosto - Nicolás Fernández de Córdoba y Ponce de León, militare e marinaio spagnolo (n. 1626)
- 31 agosto - Laurent Cassegrain, presbitero e astronomo francese (n. 1629)

## Settembre(5)
- 6 settembre - Odoardo II Farnese, nobile (n. 1666)
- 9 settembre - Ihara Saikaku, scrittore giapponese (n. 1642)
- 12 settembre - Gabrielle de Rochechouart de Mortemart, nobildonna francese (n. 1633)
- 13 settembre - Flavio Chigi, cardinale italiano (n. 1631)
- 16 settembre - Giovanni Battista de Bellis, vescovo cattolico italiano (n. 1630)

## Ottobre(8)
- 9 ottobre - Sibilla Maria di Sassonia-Merseburg, principessa tedesca (n. 1667)
- 9 ottobre - Marquard Sebastian Schenk von Stauffenberg, vescovo cattolico tedesco (n. 1644)
- 10 ottobre - Charles Patin, medico, chirurgo e numismatico francese (n. 1633)
- 21 ottobre - Giulio Berlendis, vescovo cattolico italiano (n. 1616)
- 23 ottobre - Giacomo Lubrano, gesuita, poeta e scrittore italiano (n. 1619)
- 26 ottobre - Coenraad van Beuningen, diplomatico e politico olandese (n. 1622)
- 28 ottobre - Jacques Thomelin, compositore, clavicembalista e organista francese
- 31 ottobre - Lorenzo Penna, compositore e teorico musicale italiano (n. 1613)

## Novembre(6)
- 2 novembre - Fernando Fajardo y Álvarez de Toledo, nobile spagnolo (n. 1635)
- 2 novembre - Theodor Kerckring, anatomista e chimico olandese (n. 1638)
- 12 novembre - Maria van Oosterwijck, pittrice olandese (n. 1630)
- 24 novembre - Nicolaes Maes, pittore olandese (n. 1634)
- 24 novembre - William Sancroft, arcivescovo anglicano britannico (n. 1617)
- 30 novembre - Lorenzo Brancati, cardinale e teologo italiano (n. 1612)

## Dicembre(7)
- 3 dicembre - Carlo Celano, avvocato, letterato e religioso italiano (n. 1625)
- 13 dicembre - Dosoftei, monaco cristiano e letterato romeno (n. 1624)
- 13 dicembre - Willem van de Velde il Vecchio, pittore olandese
- 14 dicembre - Giuseppe Felice Tosi, compositore e organista italiano (n. 1619)
- 21 dicembre - Hendrick Mommers, pittore olandese (n. 1620)
- 24 dicembre - Philipp Franz Eberhard von Dalberg, giudice e religioso tedesco (n. 1635)
- 29 dicembre - Vere Fane, IV conte di Westmorland, politico inglese (n. 1645)

## Senza giorno specificato(19)
- Arabacı Ali Pascià, politico ottomano (n. 1620)
- Bernardo Iñiguez del Bayo y de Pradilla, militare spagnolo (n. 1641)
- Job Adriaenszoon Berckheyde, pittore olandese (n. 1630)
- Charles Blount, scrittore inglese (n. 1654)
- Louis Bulteau, storico francese (n. 1625)
- Philippe de Carteret IV, nobile britannico (n. 1650)
- Niccolò Codazzi, pittore italiano (n. 1642)
- Johann Weichart Valvasor, scienziato e scrittore austriaco (n. 1641)
- Luca Maria Invrea, doge (n. 1624)
- Elisabeth Hevelius, astronoma polacca (n. 1647)
- Francesco Marchesini, scultore italiano
- François de Poilly, incisore francese (n. 1623)
- Giovan Battista Ruoppolo, pittore italiano (n. 1629)
- Pavel Josef Vejvanovský, compositore e trombettista ceco
- Antonino Ventimiglia, missionario italiano (n. 1642)
- Pieter Withoos, pittore e illustratore olandese (n. 1654)
- Frans Ykens, pittore fiammingo (n. 1601)
- Johann Jacob Zimmermann, teologo, astronomo e scrittore tedesco (n. 1644)
- Şivekar Sultan, sultana ottomana